# 卡帕克勒
卡帕克勒（土耳其語：Kapaklı）是土耳其的城鎮，位於該國西北部，毗鄰伊斯坦堡，距離泰基爾達60公里，由泰基爾達省負責管轄，海拔高度185米，2011年人口60,877。